# Iglesia de San Pedro de Montmartre

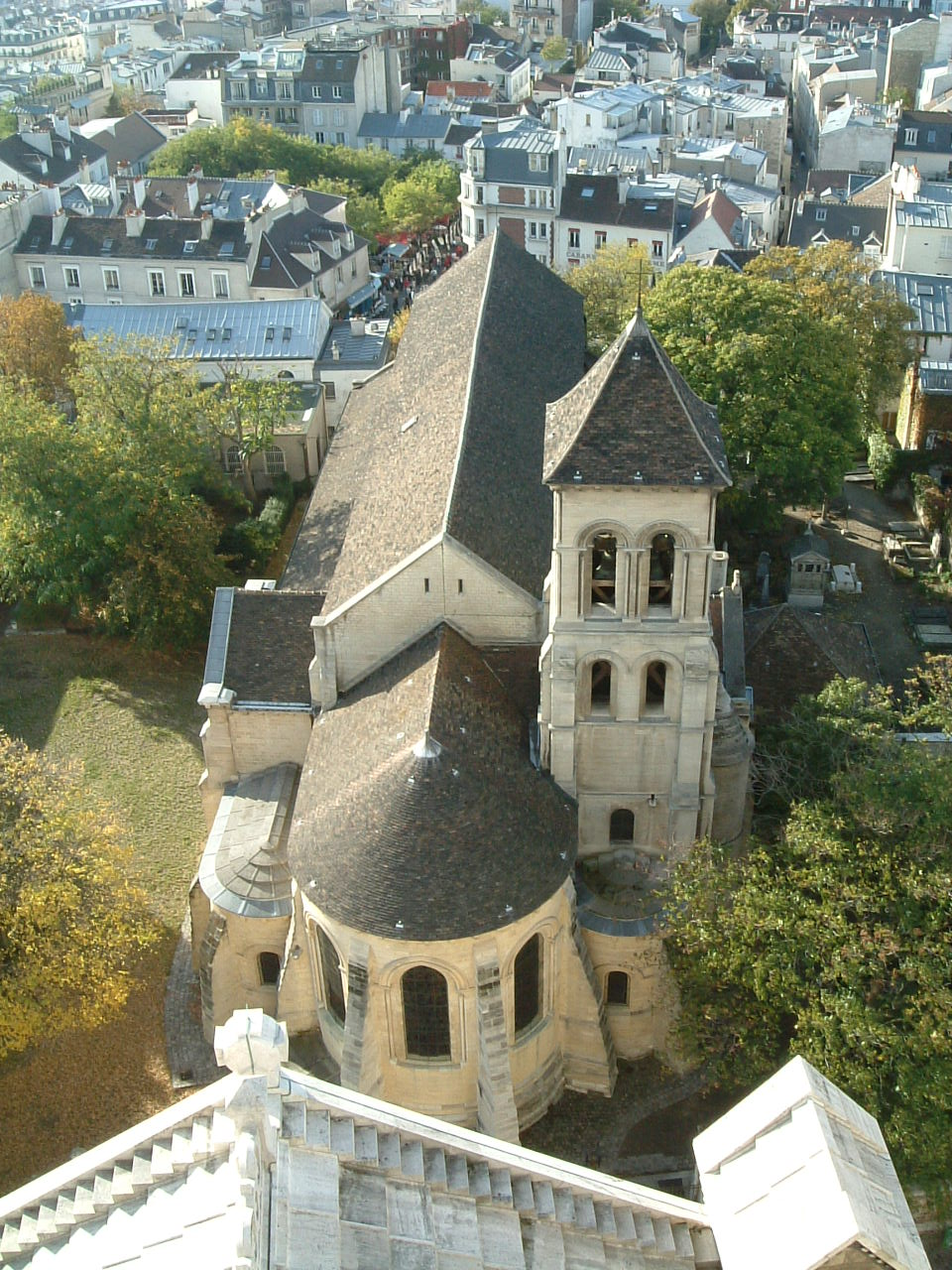
Vista aérea de la iglesia de St. Pierre

Saint Pierre de Montmartre es una iglesia del barrio de Montmartre en París. Aunque la iglesia más famosa del barrio es la Basílica del Sagrado Corazón, la iglesia de Saint Pierre es conocida por ser el lugar en el que, según la biografía de Ignacio de Loyola, los siete fundadores de la Compañía de Jesús pronunciaron sus votos el 15 de agosto de 1534. 
Según la historia tradicional, la iglesia fue fundada por San Dionisio de París, en el siglo tercero. Sin embargo, en el lugar se han encontrado escasas señales de ocupación galo-romana, al margen de las numerosas intervenciones posteriores. Theodore Vacquier, el primer arqueólogo municipal, identificó los restos de los muros de piedra del antiguo Templo de Marte, del que Montmartre tomó su nombre. En 1657 el anticuario e historiador local Henri Sauval, visitó los restos que permanecían en el jardín del priorato, y los identificó con el Martis templum. La iglesia primitiva era una parada en el siglo IX para los peregrinos en el camino de la Basílica de Saint-Denis, que pertenecía en 1096 al conde de Melun. Luis VI compró la iglesia en 1133, a fin de establecer en ella un convento benedictino, y la iglesia merovingia fue reconstruida. Fue consagrada de nuevo por el Papa Eugenio III en 1147, en una ceremonia real en la que Bernardo de Claraval y Pedro, el abad de Cluny actuaron como acólitos. 
La década de 1680 y principios de 1670 marcó un momento especial en la historia de la abadía. Durante los años en que fue abadesa Renata de Lorena (la hermana de María, duquesa de Guisa), y especialmente mientras Margarita Luisa de Orleans, la gran duquesa de Toscana, residió allí (a partir de 1675), la música se convirtió en una parte importante de los servicios. Marc-Antoine Charpentier, compositor de María, escribió música devocional para ser interpretada allí. La comunidad benedictina se trasladó colina abajo a un nuevo convento en la década de 1680. La iglesia quedó en ruina durante la Revolución francesa, y en su lugar se construyó una torre para el telégrafo óptico. Fue reconstruida en el siglo XIX, y hoy en día es visitada por numerosos turistas que pueden admirar, entre otras cosas, las columnas de origen romano utilizadas en la nave.

## Altar Mayor
Su altar mayor de cobre esmaltado, fue diseñado por Jean-Paul Froidevaux